# Rivière du Grand Détour
Rivière du Grand Détour är ett vattendrag i Kanada.   Det ligger i provinsen Québec, i den östra delen av landet, 600 km nordost om huvudstaden Ottawa. Rivière du Grand Détour ligger vid sjön Lac du Grand Détour.
I omgivningarna runt Rivière du Grand Détour växer i huvudsak barrskog. Trakten runt Rivière du Grand Détour är nära nog obefolkad, med mindre än två invånare per kvadratkilometer.